# Claude de Saint Martin

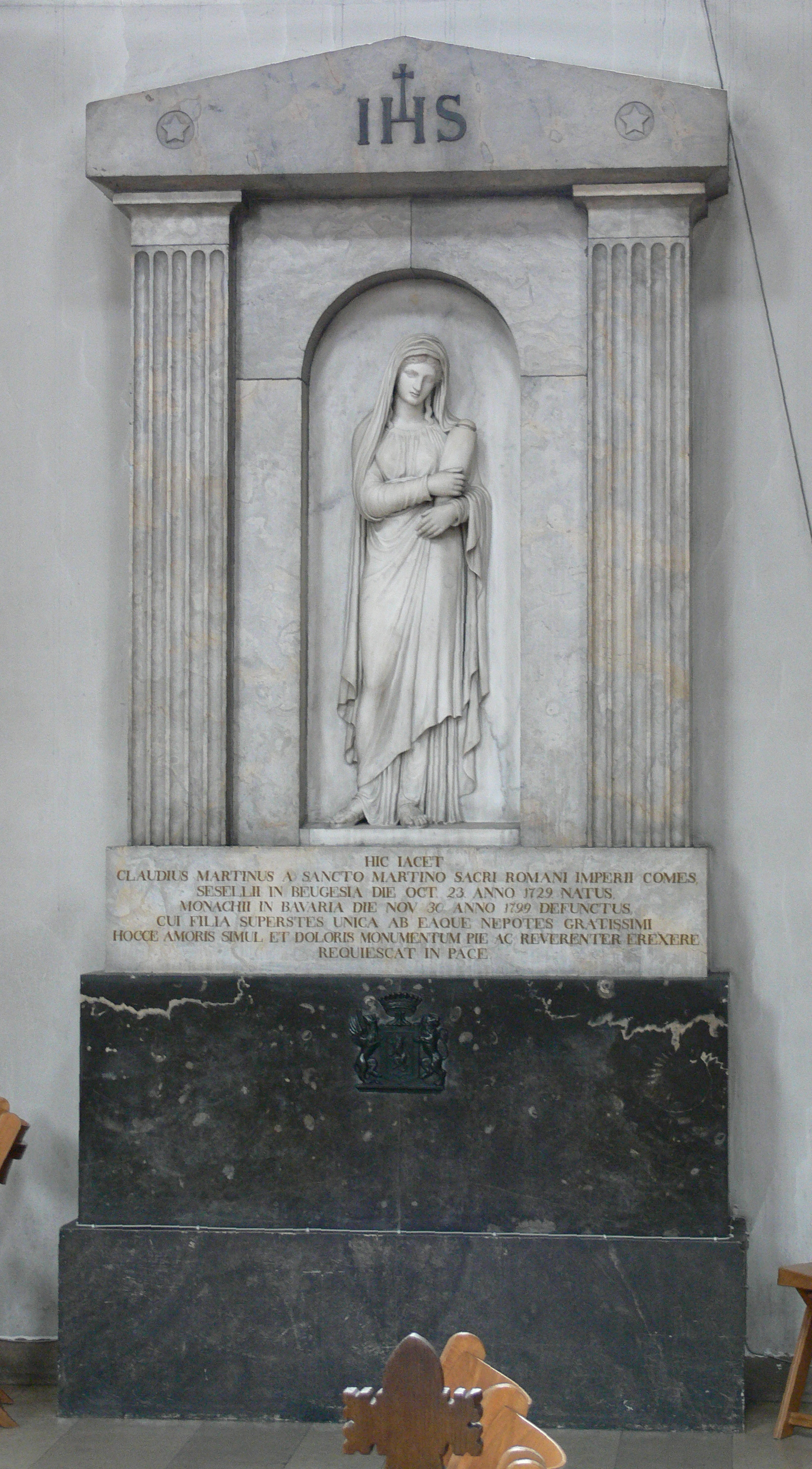
Grabmal in der Mannheimer Heilig-Geist-Kirche, geschaffen von Theodor Wagner

Claude de Saint Martin (* 23. Oktober 1729 in Seyssel (Ain), Frankreich; † 30. November 1799 in München) war ein geadelter Bankier, Reichsgraf, kurpfälzischer Unternehmer sowie Wirklicher Geheimer Rat.

## Biografie
Sein frühes Leben liegt weitgehend im Dunkeln. Laut Epitaph stammte er aus Seyssel in der Landschaft Bugey. Er war nicht adelig und erschien 1764 in Mannheim. Stephan von Stengel nennt ihn in seinen Denkwürdigkeiten einen „gescheiterten und aus Amsterdam entwichenen Bankier“ sowie einen „lumpigen Abenteurer“. Karl Theodor von Traitteur überliefert, dass man über ihn erzählte, er sei ein „getaufter Jude“ bzw. ein „verunglückter Kaufmann aus Lyon“.
Saint Martin plante in Mannheim bzw. der Kurpfalz die Einführung einer gerade in Mode gekommenen staatlichen Lotterie, wofür er den Minister Peter Emanuel von Zedtwitz gewinnen konnte, der wiederum Kurfürst Karl Theodor dafür begeisterte. Der Kurfürst finanzierte das Unternehmen, erhielt den Hauptanteil am Gewinn und den Rest der Einnahmen teilten sich Zedwitz und Saint Martin. Die Lotteriezentrale befand sich im Mannheimer Palais L 1, 2, direkt neben der Augustiner-Chorfrauen-Kirche.
Das Glücksspiel brachte erhebliche Gewinne ein, welche Kurfürst Karl Theodor hauptsächlich zur Versorgung seiner natürlichen Kinder verwandte. Auch die beiden anderen Teilhaber verdienten ein Vermögen damit. Claude Saint Martin avancierte zum Lotteriegeneraladministrator, 1770 zum Wirklichen Geheimen Rat, sowie zum Hofkammer- und Kommerzienrat. 1776 wurde er geadelt und 1785 in den Reichsgrafenstand erhoben. 1792 erwarb er ein Gut in Mutterstadt und eines in Friesenheim.
Claude de Saint Martin starb 1799 in München, man überführte ihn nach Mannheim und setzte ihn zunächst in der Kapuzinerkirche und endgültig 1802 in der Augustiner-Chorfrauen-Kirche bei. Dort erhielt er nachträglich ein kunstvolles Epitaph des Stuttgarter Bildhauers Theodor Wagner (1800–1880), das sich seit der Profanierung des Gotteshauses 1898 in der Mannheimer Heilig-Geist-Kirche befindet.

## Familienverhältnisse

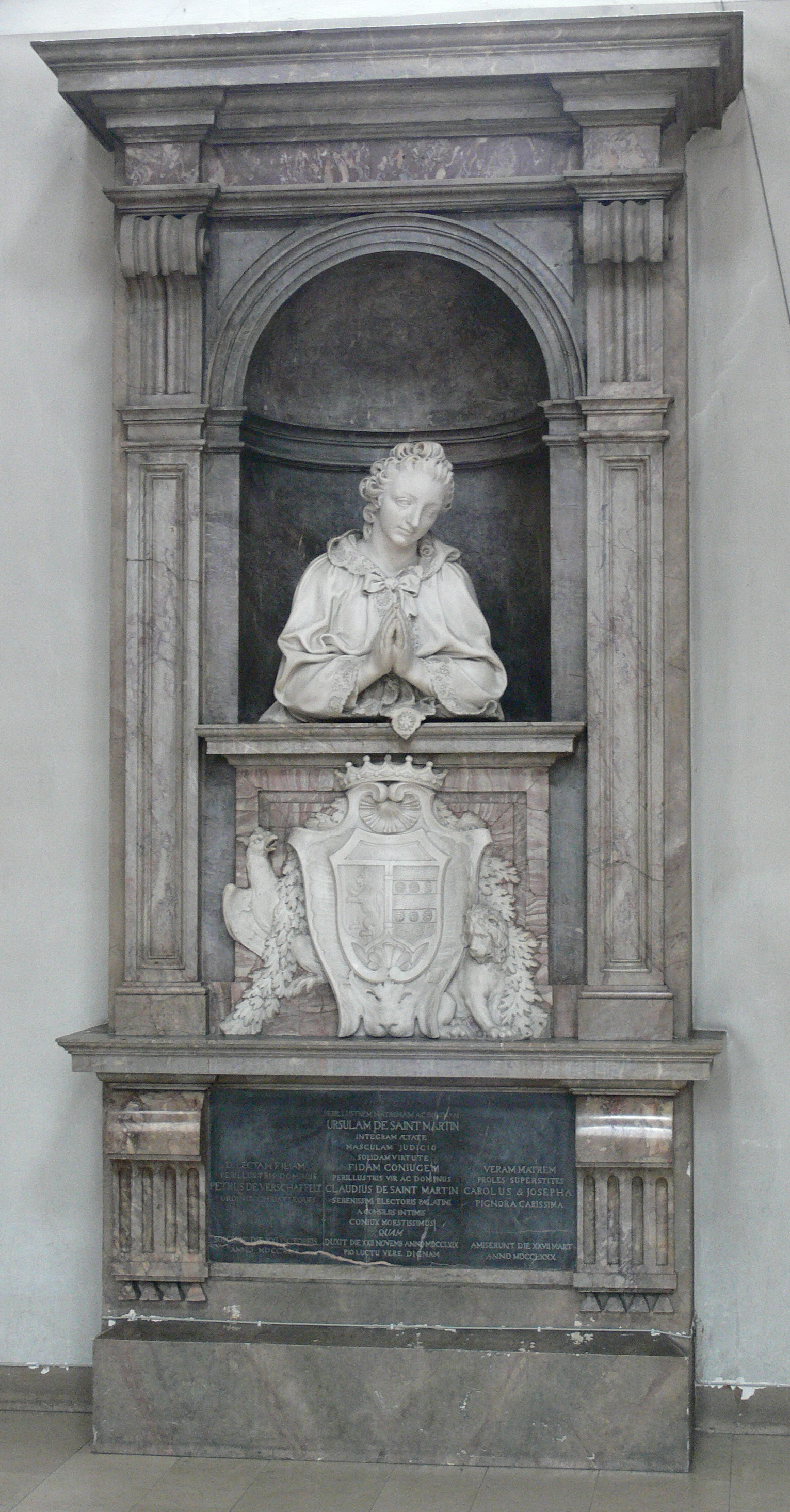
Grabmal der ersten Gattin, in der Heilig-Geist-Kirche Mannheim, gefertigt von Peter Anton von Verschaffelt

Saint Martin heiratete am 24. November 1769 Ursula von Verschaffelt (1749–1780), die Tochter des kurpfälzischen Hofbildhauers Peter Anton von Verschaffelt (1710–1793). Der Mannheimer Hofbibliothekar Nicolas Maillot de la Treille traute das Paar, Minister Zedwitz und die Eltern der Braut fungierten als Zeugen.
Aus der Ehe stammten ein früh verstorbener Sohn und die Tochter Josepha Ursula de Saint Martin, welche den Freiherrn Nikolaus Casimir von Herding ehelichte, früher Generaladjutant des Kurfürsten Karl Theodor, später bayerischer Kammerherr, Generalleutnant und Obersthofmeister der Königin Karoline von Bayern.
Deren Tochter Maria Magdalena (1789–1859) verband sich 1808 mit dem Prinzen Karl Theodor von Isenburg, Sohn des bayerischen Generalleutnants Friedrich Wilhelm zu Isenburg und Büdingen (1730–1804) und seiner Gattin Karoline Franziska Dorothea von Parkstein (1762–1816), einer natürlichen Tochter des Kurfürsten Karl Theodor.
Nachdem Claude de Saint Martins erste Gattin Ursula geb. von Verschaffelt bereits 1780 verstorben war, heiratete er heimlich die Witwe des 1786 gestorbenen Ministers Peter Emanuel von Zedtwitz, Magdalena geb. von Herding. Sie war die Schwester seines Schwiegersohns und konnte die Ehe mit Saint Martin nur heimlich schließen, da sie sonst ihre Ministergattinspension und den von ihrem verstorbenen Mann herrührenden Titel „Frau Exzellenz“ verloren hätte. Diese Verbindung blieb ohne Nachkommen.
Das von Peter Anton von Verschaffelt gefertigte Grabmal für Saint Martins erste Gattin, Verschaffelts Tochter, befindet sich heute ebenfalls in der Heilig-Geist-Kirche Mannheim.